# Clash of Champions (2016)
L’édition 2016 de Clash of Champions est un Premium Live Event de catch (lutte professionnelle) produit par la World Wrestling Entertainment, une fédération de catch américaine qui est télédiffusée et visible en paiement à la séance sur le WWE Network, ainsi que gratuitement sur la chaîne de télévision française AB1. L'événement a eu lieu le 25 septembre 2016 au Bankers Life Fieldhouse à Indianapolis (Indiana) Il s'agit de la première édition de Clash of Champions, qui est la réplique exacte d'un PLE de la World Championship Wrestling : Clash of the Champions. En raison du retour de la Brand Extension en 2007, ce PLE est exclusivement réservé à la division Raw.

## Contexte
Les spectacles de la World Wrestling Entertainment (WWE) sont constitués de matchs aux résultats prédéterminés par les scénaristes de la WWE. Ces rencontres sont justifiées par des storylines – une rivalité avec un catcheur, la plupart du temps – ou par des qualifications survenues dans les shows de la WWE telles que Raw et SmackDown. Tous les catcheurs possèdent une gimmick, c'est-à-dire qu'ils incarnent un personnage gentil (Face) ou méchant (Heel), qui évolue au fil des rencontres. Un événement comme Clash of Champions est donc un événement tournant pour les différentes storylines en cours,.

### Kevin Owens (c) contre Seth Rollins
Le 29 août à Raw, Kevin Owens devient le nouveau champion Universel en battant Seth Rollins, Roman Reigns et Big Cass dans un Fatal 4-Way Elimination match. Pendant le combat, Triple H intervient, puis porte un Pedigree sur les troisième et second catcheurs pour permettre au premier de gagner la ceinture. La semaine suivante à Raw, The Architect effectue un Face Turn, car il confronte Stephanie McMahon sur les actions du mari de cette dernière à son encontre, puis attaque le catcheur canadien qui célébrait sa victoire et l'a insulté. Mick Foley, le GM du show rouge, accepte de lui donner un match revanche pour la ceinture au PLE.

### Rusev (c) contre Roman Reigns
Le 8 août à Raw, Rusev et Lana célèbrent leur anniversaire de mariage, mais Roman Reigns provoque une bagarre avec le catcheur bulgare et ruine leur moment. Treize soirs plus tard à SummerSlam, les deux catcheurs se bagarrent avant leur match qui n'eut finalement pas lieu. Le 19 septembre à Raw, Mick Foley, le GM du show rouge, annonce que le Samoan affrontera The Bulgarian Brute pour le titre des États-Unis au PLE.

### Charlotte (c) contre Bayley contre Sasha Banks
Le 21 août à SummerSlam, Charlotte redevient championne de la WWE, pour la seconde fois, en battant Sasha Banks. Le lendemain à Raw, Bayley fait ses débuts dans le show rouge, dispute son premier match et bat Dana Brooke. Quatorze soirs plus tard à Raw, elle bat The Queen dans un match simple sans enjeu. La semaine suivante à Raw, The Boss et elle veulent toutes deux un match de championnat, mais Mick Foley, le GM du show rouge, organise un Triple Threat match pour déterminer l'aspirante no 1 à la ceinture au PLE. Le combat se termine en match nul, car Bayley et Sasha Banks se font mutuellement un double tombé. Le 19 septembre à Raw, après avoir revisionné le résultat du match de la semaine passée, Mick Foley annonce que Charlotte remettra sa ceinture en jeu contre les deux dernières catcheuses dans la même stipulation au PLE.

## Tableau des matchs
| Ordre par numéros | Résultat                                                                                                  | Stipulation(s)                                                                   | Temps |
| --- | --- | -------------------------------------------------------------------------------- | ----- |
| 1P | Nia Jax bat Alicia Fox                                                                                    | Match simple                                                                     | 4:55  |
| 2 | The New Day (Big E et Kofi Kingston) (c) (avec Xavier Woods) bat The Club (Luke Gallows et Karl Anderson) | Tag Team match pour les WWE Raw Tag Team Championship                            | 6:45  |
| 3 | TJ Perkins (c) bat Brian Kendrick par soumission                                                          | Match simple pour le WWE Cruiserweight Championship                              | 10:31 |
| 4 | Cesaro contre Sheamus se termine en match nul sur décision de l'arbitre                                   | Dernier Best of Seven Series match Le gagnant obtiendra un match de championnat. | 16:36 |
| 5 | Chris Jericho bat Sami Zayn                                                                               | Match simple                                                                     | 15:22 |
| 6 | Charlotte (c) (avec Dana Brooke) bat Bayley et Sasha Banks                                                | Triple Threat match pour le WWE Raw Women's Championship                         | 15:28 |
| 7 | Roman Reigns bat Rusev (c) (avec Lana)                                                                    | Match simple pour le WWE United States Championship                              | 17:07 |
| 8 | Kevin Owens (c) (avec Chris Jericho) bat Seth Rollins                                                     | Match simple pour le WWE Universal Championship                                  | 25:07 |
| La lettre C placée entre parenthèses désigne la personne ou l’équipe championne en titre. P – indique que le match a eu lieu lors du pré-show | |                                                                                  |       |